# Светско првенство у куглању 1953.
Светско првенство у куглању 1953. са девет чуњева било је прво издање шампионата и одржано је у Београду, од 21. до 24. јуна 1953. године.
У мушкој конкуренцији титулу је освојила Југославија у екипној конкуренцији и Алфред Бајерл (Аустрија) у појединачној дисциплини. У женској конкуренцији титулу је освојила Аустрија у екипној конкуренцији, а Јелена Шинцек (Југославија) у појединачној дисциплини.

## Репрезентације које су учествовале
| - Аустрија - Немачка - Финска - Француска - Сар - Швајцарска - Југославија | - Аустрија - Југославија |